# SunVox
SunVox — компактная кроссплатформенная программа для создания музыки. В основе — модульный синтез и трекерный интерфейс.
Возможности:
- минималистичный масштабируемый интерфейс для работы на мониторах с любым разрешением;
- интерфейс полностью на русском языке;
- оптимизированные алгоритмы синтеза; SunVox почти без изменений работает, как на мощных компьютерах (32-битный звук), так и на слабых КПК и смартфонах (16-битный звук);
- поддержка 16, 24 и 32 битных WAV, AIFF и XI семплов;
- встроенный набор из нескольких синтезаторов и эффектов;
- импорт форматов XM (FastTracker) и MOD (ProTracker, OctaMED);
- многодорожечный экспорт в WAV, OGG, FLAC;
- поддержка следующих звуковых систем: ASIO, DirectSound, MME, ALSA, OSS, JACK (iOS and Linux), Audiobus, IAA;
- поддержка MIDI IN/OUT.

## История
SunVox был создан в процессе эволюции двух предыдущих трекеров от NightRadio — PsyTexx (2002 г.) и PsyTexx II (2005 г.). PsyTexx работал исключительно на КПК под управлением PalmOS и был основан на классическом MOD формате (8 каналов, 8-битные семплы). PsyTexx II стал кроссплатформенным и базировался уже на формате XM (32 канала, 16-битные семплы). Переняв из этих программ основные алгоритмы для работы с семплами и паттернами, добавив систему модульных синтезаторов, в 2008 году NightRadio выпустил первую коммерческую версию SunVox.
По результатам публичного голосования на сайте Palm Sounds SunVox был назван наиболее инновационным приложением в 2008 и в 2009 году.
28 марта 2010 года SunVox стал бесплатным для всех платформ, кроме Apple iOS.
В настоящее время SunVox для Android также является платным.